# Åsted Ådal
Åsted Ådal er et privatejet naturområde på 124 ha, beliggende ca. 6 km vest for Gærum og 10 km fra Frederikshavn. Området er fredet  og udpeget som EU-habitatområde (Natura 2000-område nr. 8 Åsted Ådal, Bangsbo Ådal og omliggende overdrevsområder), og udgør sammen med Fauerholt Hede et areal på ca. 136 ha.
Området er en erosionskløft, omfattende overdrev, kær, enge eller sumpe og hede, som gennemløbes af Åsted Å. Dalen gennemskærer morænebakker og issøaflejringer fra den sidste istid, samt aflejringer fra det ishav, der dækkede Nordjylland efter istiden.

## Dyr, insekter og planter
Ådalen har et rigt dyreliv, som omfatte blandt andet:

### Sommerfugle
- Stor Køllesværmer
- Metalvinge
- Græsrandøje
- Humleæder
- Engblåfugl

### Fugle
Fuglelivet er rigt og omfatter omkring 58 fuglearter, blandt andet:
- Rødrygget tornskade
- Stor flagspætte
- Rød Glente
- Enkeltbekkasin
- Spurvehøg
- Duehøg

samt en stor bestand af mus, andre smådyr, rådyr og ræve.

### Blomster
I ådalens enge og sumpe finds forskellige arter, blandt andet:
- Engblomme
- Plettet Gøgeurt
- Eng-Nellikerod
- Trævlekrone
- Almindelig Mjødurt
- Lodden Dueurt

#### Overdrevene
på overdrevene findes:
- Tjærenellike
- Smuk Perikon
- Almindelig Mælkeurt
- Djævelsbid

#### Kærene
i kærene findes:
- Eng-Kabbeleje
- Kragefod
- Bukkeblad
- Småbladet Milturt

#### Skoven
i skoven findes:
- Majblomst
- Liljekonval
- Hvid Anemone
- Skov-Gøgelilje

#### Heden
medens der i hedeområderne findes:
- Hønsebær
- Guldblomme
- Bakke-Gøgelilje
- Hede-Melbærris

## Ekstern henvisninger og kilder
1. ↑  Åsted Ådal på fredninger.dk
2. ↑  Fredningskendelse

- Naturturist Nordjylland, Åsted Ådal
- Natura 2000-område 8: Åsted Ådal, Bangsbo Ådal og omliggende overdrevsområder Arkiveret 8. januar 2012 hos  Wayback Machine
- Natura 2000 – Basisanalyse

57°26′N 10°24′Ø / 57.433°N 10.400°Ø